# The Uncensored Library
The Uncensored Library ou Bibliothèque libre est un projet prenant la forme d'un monde et un serveur du jeu vidéo Minecraft créé par l'ONG de journalistes Reporters sans frontières, et réalisé par BlockWorks, DDB Berlin et MediaMonks. Ce projet a pour but de contourner la censure de pays n'ayant pas la liberté de la presse. Cette bibliothèque contient un bon nombre d'articles de presse qui ont été bannis dans leurs pays d'origine comme le Mexique, la Russie, l'Arabie saoudite, l'Égypte ou encore le Vietnam. Une aile entière est dédiée à chacun de ces pays, chacun ayant plusieurs articles de presse censurés et rédigés dans leurs langues originelles mais également traduits en anglais. Ces articles pourraient être traduits dans d'autres langues dans le futur. La bibliothèque est disponible depuis le 12 mars 2020, la journée mondiale de lutte contre la cybercensure (en). Les deux seuls moyens d'accès à cette bibliothèque se fait à travers le jeu vidéo Minecraft, soit en téléchargeant le monde via le site officiel, soit en se connectant à leur serveur,,.

## Conception

### Fonctionnement
Le principe est simple : grâce à l'ajout de pupitres de lecture en 1.14, le joueur peut lire librement des articles qui ont été censurés dans les pays d'origine, où il n'y a pas de liberté de la presse. Le joueur a donc accès à plus de 200 articles traduits en anglais mais également dans leurs langues d'origine, dispersés dans toute la bibliothèque.

### La bibliothèque
Le monde de la bibliothèque libre est divisé en plusieurs parties : un jardin décoratif entourant la bibliothèque, une salle centrale, et des salles annexes.

#### Dôme / Salle centrale
La salle du dôme est le centre-même de cette bibliothèque. On peut y trouver des centaines d'articles venant d'une centaine de pays, y compris des pays où il n'y a pas de liberté de la presse (ou alors qu'elle soit restreinte) comme la Chine par exemple. Chaque pays a, dans cette salle, au moins un article que l'on peut trouver devant le drapeau du pays respectif. Mais le principal intérêt de cette salle est l'article relatant le classement mondial de la liberté de la presse situé au centre de la salle et qui est illustré par un gigantesque planisphère du monde situé au-dessous d'un sol en verre.

#### Les salles annexes
Il y en a 6. La première est réservée à l'ONG Reporters sans frontières et les 5 autres représentent 5 pays où la liberté de la presse n'est pas respectée. Chaque salle se trouve dans une aile individuelle de la bibliothèque. Les 5 pays sont le Mexique, le Vietnam, l'Arabie Saoudite, l'Égypte et la Russie. Dans ces salles se trouvent des articles écrits dans leurs langues originelles ainsi que d'une traduction en anglais. Ces articles parlent généralement de la liberté de la presse, de l'injustice liée à la censure, aux peines infligées, fait une critique du journaliste au gouvernement de son pays. Certains articles dans ces salles sont la cause directe de la mort de leurs auteurs, comme par exemple pour le journaliste Jamal Khashoggi. Un mémorial est par ailleurs visible dans la section dédiée au Mexique. On trouve par ailleurs des décorations différentes dans chacune de ces salles.    

#### La salle COVID-19
Une mise à jour de bibliothèque a été effectuée ajoutant une nouvelle salle annexe. Cette salle parle de l'actualité liée à la pandémie de COVID-19. Elle contient des livres contenant des articles venant de dix pays différents (Brésil, Égypte, Chine, Hongrie, Iran, Birmanie, Corée du Nord, Russie, Thaïlande et Turkménistan), afin de voir comment ces différents pays reportent la pandémie et comment cela affecte leurs pays. On retrouve également dans cette salle une représentation en 3D du virus. La salle est située sous l'escalier séparant le couloir de l'entrée de la salle centrale.

## Chanson
La chanson Truth Hegemony qui apparait dans la vidéo promotionnelle officielle a été écrite par Lucas Mayer et a été interprétée par The Client Said No.

## Réception
Peu après sa sortie, le projet a énormément été relaté par de nombreuses plateformes médiatiques internationales comme la BBC, CNN ou France Info.